# Malik Tillman
Malik Tillman, né le 28 mai 2002 à Nuremberg en Allemagne, est un footballeur international américain qui évolue au poste de milieu offensif au Bayer Leverkusen.

## Biographie
Né à Nuremberg, Tillman fréquente notamment le centre de formation du Greuther Fürth avant de rejoindre le Bayern Munich en compagnie de son frère Timothy Tillman en 2015.

### Carrière en club
Ayant déjà brillé avec les moins de 17 puis les moins de 19 ans bavarois, Tillman fait ses débuts professionnels le 9 juin 2020 entrant en jeu lors de la victoire 2-0 du Bayern Munich II contre Zwickau en 3. Liga.

### Carrière en sélection
Avec les moins de 19 ans, il participe au championnat d'Europe des moins de 19 ans en 2019. Lors de cette compétition organisée en Arménie, il joue deux matchs. Avec un bilan d'une victoire et deux défaites, l'Allemagne est éliminée dès le premier tour.
Convoqué en équipe d'Allemagne espoirs pour la première fois en octobre 2021, il fait ses débuts avec la sélection le 7 octobre 2021, titularisé lors du match des éliminatoires du Championnat d'Europe contre Israël,,.

## Palmarès et distinctions en club

### Palmarès
Bayern Munich
- Champion d'Allemagne en 2022.

 Rangers FC
- Finaliste de la Coupe de la Ligue écossaise en 2023 (en).

 PSV Eindhoven
- Champion des Pays-Bas en 2024 et 2025

### Distinctions honorifiques
- Membre de l'équipe de l'année PFA (en) de la Scottish Premiership en 2023[8].
- Jeune joueur de l'année PFA (en) de la Scottish Premiership en 2023[9].

## Statistiques

### Statistiques détaillées
| Saison                | Club                  | Championnat           | Championnat | Championnat | Championnat | Coupe nationale | Coupe nationale | Coupe nationale | Coupe de la Ligue | Coupe de la Ligue | Coupe de la Ligue | Supercoupe | Supercoupe | Supercoupe | Compétition(s) continentale(s) | Compétition(s) continentale(s) | Compétition(s) continentale(s) | Compétition(s) continentale(s) | États-Unis | États-Unis | États-Unis | Total | Total | Total |
| Saison                | Club                  | Division              | M.          | B.          | P.d.        | M.              | B.              | P.d.            | M.                | B.                | P.d.              | M.         | B.         | P.d.       | Comp.                          | M.                             | B.                             | P.d.                           | M.         | B.         | P.d.       | M.    | B.    | P.d.  |
| 2019-2020             | Bayern Munich II      | 3. Liga               | 8           | 5           | 0           | -               | -               | -               | -                 | -                 | -                 | -          | -          | -          | -                              | -                              | -                              | -                              | -          | -          | -          | 8     | 5     | 0     |
| 2020-2021             | Bayern Munich II      | 3. Liga               | 2           | 0           | 0           | -               | -               | -               | -                 | -                 | -                 | -          | -          | -          | -                              | -                              | -                              | -                              | -          | -          | -          | 2     | 0     | 0     |
| 2021-2022             | Bayern Munich II      | Regionalliga          | 15          | 4           | 0           | -               | -               | -               | -                 | -                 | -                 | -          | -          | -          | -                              | -                              | -                              | -                              | -          | -          | -          | 15    | 4     | 0     |
| Sous-total            | Sous-total            | Sous-total            | 25          | 9           | 0           | -               | -               | -               | -                 | -                 | -                 | -          | -          | -          | -                              | -                              | -                              | -                              | -          | -          | -          | 25    | 9     | 0     |
| 2021-2022             | Bayern Munich         | Bundesliga            | 4           | 0           | 0           | 1               | 1               | 0               | -                 | -                 | -                 | -          | -          | -          | C1                             | 2                              | 0                              | 0                              | 3          | 0          | 0          | 10    | 1     | 0     |
| Sous-total            | Sous-total            | Sous-total            | 4           | 0           | 0           | 1               | 1               | 0               | -                 | -                 | -                 | -          | -          | -          | -                              | 2                              | 0                              | 0                              | 3          | 0          | 0          | 10    | 1     | 0     |
| 2022-2023             | Rangers FC (prêt)     | Premiership           | 28          | 10          | 4           | 3               | 1               | 0               | 3                 | 0                 | 0                 | -          | -          | -          | C1                             | 9                              | 1                              | 1                              | 3          | 0          | 0          | 46    | 12    | 5     |
| Sous-total            | Sous-total            | Sous-total            | 28          | 10          | 4           | 3               | 1               | 0               | 3                 | 0                 | 0                 | -          | -          | -          | -                              | 9                              | 1                              | 1                              | 3          | 0          | 0          | 46    | 12    | 5     |
| 2023-2024             | PSV Eindhoven (prêt)  | Eredivisie            | 28          | 9           | 10          | 2               | 0               | 0               | -                 | -                 | -                 | -          | -          | -          | C1                             | 9                              | 0                              | 1                              | 10         | 0          | 0          | 49    | 9     | 11    |
| 2024-2025             | PSV Eindhoven         | Eredivisie            | 26          | 12          | 2           | 1               | 1               | 0               | -                 | -                 | -                 | 1          | 0          | 1          | C1                             | 6                              | 3                              | 2                              | 8          | 3          | 3          | 42    | 19    | 8     |
| Sous-total            | Sous-total            | Sous-total            | 54          | 21          | 12          | 3               | 1               | 0               | 0                 | 0                 | 0                 | 1          | 0          | 1          | -                              | 15                             | 3                              | 3                              | 22         | 3          | 3          | 95    | 28    | 19    |
| Total sur la carrière | Total sur la carrière | Total sur la carrière | 111         | 40          | 16          | 7               | 3               | 0               | 3                 | 0                 | 0                 | 1          | 0          | 1          | -                              | 26                             | 4                              | 4                              | 24         | 3          | 3          | 172   | 50    | 24    |